# Luca Marianucci
Luca Marianucci (Livorno, 23 juli 2004) is een Italiaans voetballer die doorgaans speelt als centrale verdediger. In juli 2025 verruilde hij Empoli voor Napoli.

## Clubcarrière
Marianucci speelde vanaf zijn zevende levensjaar in de jeugdopleiding van Empoli. Hier tekende hij in de zomer van 2023 zijn eerste professionele contract, tot medio 2027. In augustus van dat jaar werd hij op huurbasis ondergebracht bij Pro Sesto, uitkomend in de Serie C. Bij die club had hij overwegend een basisplaats, waarna hij medio 2024 terugkeerde bij Empoli. Hier maakte hij zijn debuut op 10 augustus 2024 tegen Catanzaro in de Coppa Italia. Mede dankzij een assist van Marianucci won Empoli met 4–1. Tijdens de tweede seizoenshelft kreeg hij veelal een basisplaats van Empoli.
Voorafgaand aan het seizoen 2025/26 werd Marianucci voor een bedrag van circa negen miljoen euro overgenomen door Napoli. Bij de regerend landskampioen van Italië zette de verdediger zijn handtekening onder een verbintenis voor de duur van vijf seizoenen.

## Clubstatistieken
| Seizoen | Club        | Competitie | Competitie | Competitie | Beker | Beker | Internationaal | Internationaal | Totaal | Totaal |
| Seizoen | Club        | Competitie | Wed.       | Dlp.       | Wed.  | Dlp.  | Wed.           | Dlp.           | Wed.   | Dlp.   |
| ------- | ----------- | ---------- | ---------- | ---------- | ----- | ----- | -------------- | -------------- | ------ | ------ |
| 2022/23 | Empoli      | Serie A    | 0          | 0          | 0     | 0     | —              | —              | 0      | 0      |
| 2023/24 | → Pro Sesto | Serie C    | 32         | 0          | 0     | 0     | —              | —              | 32     | 0      |
| 2024/25 | Empoli      | Serie A    | 18         | 0          | 6     | 0     | —              | —              | 24     | 0      |
| 2025/26 | Napoli      | Serie A    | 0          | 0          | 0     | 0     | —              | —              | 0      | 0      |
| Totaal  | Totaal      | Totaal     | 50         | 0          | 6     | 0     | 0              | 0              | 56     | 0      |

Bijgewerkt op 1 juli 2025.